# Viper Room

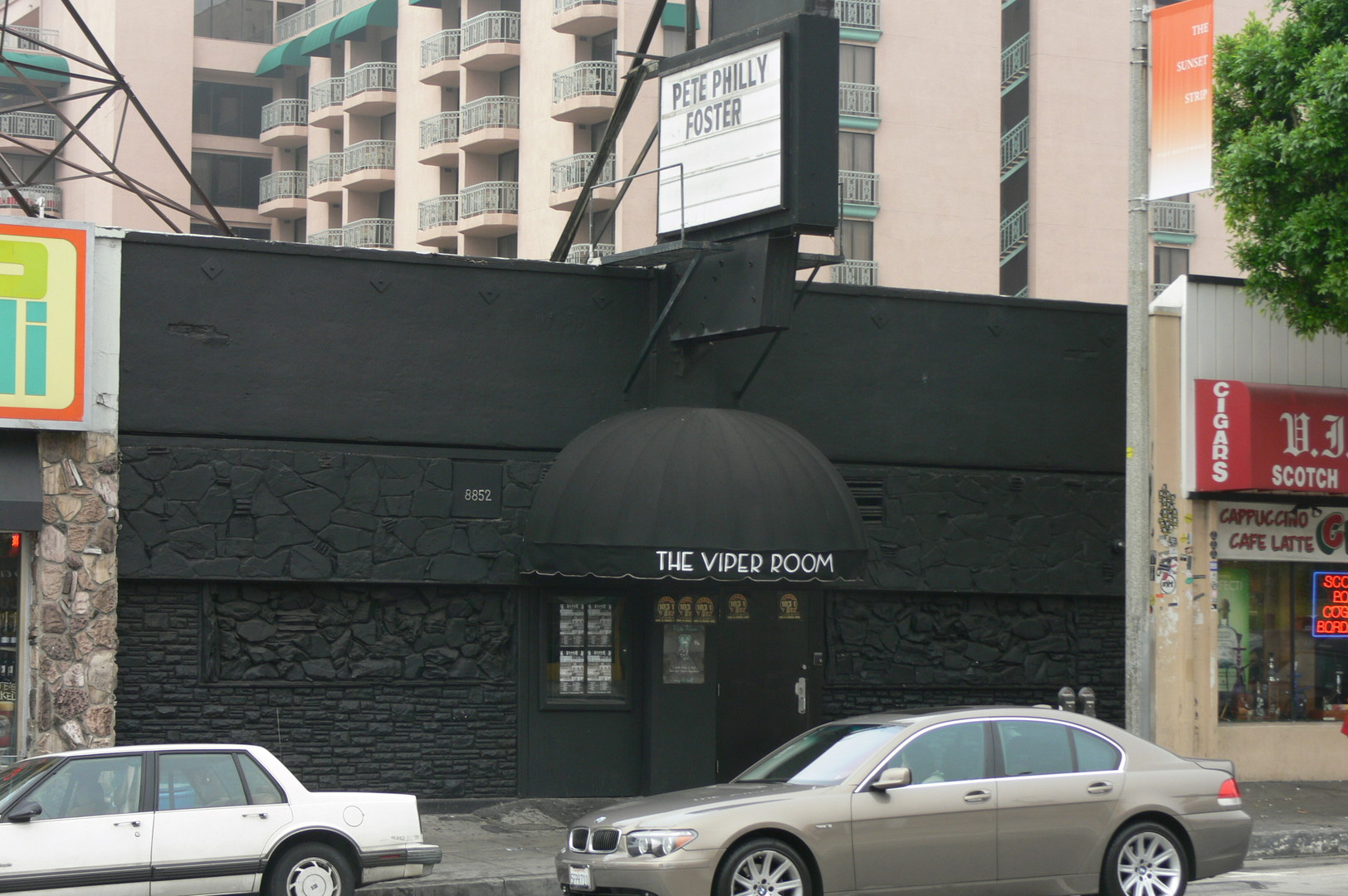
The Viper Room в мае 2006 года

The Viper Room (рус. «Гадюшник») — ночной клуб на Сансет Стрип, Уэст-Голливуд, Калифорния. Был открыт в 1993 году и до 2004 года частью заведения владел актер Джонни Депп. Клуб известен смертью Ривера Феникса возле его входа от передозировки наркотиков 31 октября 1993 года.
Среди завсегдатаев были Дженнифер Энистон и Шон Пенн. Адам Дюриц, вокалист Counting Crows, работал здесь барменом в конце 1994 — начале 1995 года.
В день открытия в клубе, по просьбе Деппа, выступали Том Петти и The Heartbreakers.
В фильме Девушка из долины (1983) в этом здании (которое тогда принадлежало клубу The Central) выступала группа The Plimsouls. В фильме Оливера Стоуна Дорз (1991) здание было клубом London Fog, который располагался в Вест-Голливуде в 1960-х.
Viper Room также был снят в документальном фильме DiG!, когда участники группы The Brian Jonestown Massacre начали скандалить друг с другом во время выступления на сцене.
Из-за исчезновения совладельца клуба Энтони Фокса в 2001 году, Депп отказался от права собственности на Viper Room в 2004 году. До начала 2008 года владельцами клуба были Darin Feinstein, Bevan Cooney и Blackhawk Capital Partners, Inc. В настоящее время владельцем клуба является Гарри Мортон, президент и генеральный директор Pink Taco и сын основателя Hard Rock Cafe Питера Мортона. Мортон планирует превратить Viper Room в глобальную франшизу.

## В массовой культуре
По названию ночного клуба был назван лейбл «VIPERR» исполнителей Kai Angel и 9mice: 
Kai Angel: Я увидел огромную черную стену, и на фасаде написано Viper Room. Я записал себе это словосочетание, подумал: “Какой красивый образ, может, мне его где-то использовать?”. И я потом узнал, что это легендарное место, в нем много чего происходило. В общем, нам понравилось слово.